# Катастрофа підводного апарата «Титан»
«Титан» (англ. Titan), підводний апарат на 5 осіб, керований OceanGate Expeditions, 18 червня 2023 року зник безвісти в міжнародних водах в північній частині Атлантичного океану біля узбережжя Ньюфаундленду в Канаді. Підводний апарат перевозив міжнародну експедицію туристів-мільярдерів для огляду уламків «Титаніка». Зв'язок із підводним апаратом було втрачено через годину та 45 хвилин після занурення, і влада була повідомлена, коли він не піднявся на поверхню в запланований час пізніше того ж дня.
22 червня, після майже 80 годин пошуків, дистанційно-керований підводний апарат (ДКА) виявив поле уламків з частинами «Титана» приблизно в 488 м від носа «Титаніка». Передбачається, що резервуар під тиском сплющився під час або після спуску «Титана», миттєво вбивши всіх на борту.
Раніше висловлювалися занепокоєння щодо безпеки судна. Пошуково-рятувальні роботи проводилися міжнародною командою під керівництвом Берегової охорони США, ВМС США та Канадської берегової охорони. Літаки Королівських ВПС Канади та Повітряних сил Національної гвардії США, судно Королівського ВМС Канади та кілька комерційних і дослідницьких кораблів і ДКА також допомагали в пошуках.
Численні експерти галузі висловили занепокоєння щодо безпеки апарата. Керівництво OceanGate не домагалося сертифікації «Титана», стверджуючи, що надмірні протоколи безпеки перешкоджають інноваціям.

## Жертви
- Стоктон Раш, 61 рік, американський пілот-підводник, інженер і бізнесмен. Він був виконавчим директором і співзасновником OceanGate.[12]
- Поль-Анрі Наржоле, 77 років, колишній командувач ВМС Франції, водолаз, пілот підводного апарата, член Французького інституту дослідження та експлуатації моря (IFREMER),[13][14] і директор підводних досліджень E/M Group і RMS Titanic, Inc.,[15] яка володіє правами на порятунок уламків судна[16]. Наржоле очолював понад 35 експедицій до затонулого судна[17], керував поверненням тисяч артефактів і, згідно з The Guardian, «вважався провідним авторитетом на місці затонулого лайнера».[15]
- Геміш Гардінг, 58 років, британський бізнесмен, льотчик і космічний турист.[14][18] Раніше він спускався в Маріанську западину, потрапив до «Світових рекордів Гіннесса» за найшвидший навколоземний політ, і полетів у космос у 2022 році на Blue Origin NS-21.
- Шахзада Давуд[en], 48 років, британсько-пакистанський бізнесмен (з корпорації Dawood Hercules) і довірена особа в Інституті SETI.[19] Він був одним із найбагатших людей Пакистану.[20]
- Сулеман Давуд, 19-річний син Шахзади Давуда, був студентом Університету Стратклайда.[21][22] За словами його тітки Азме Давуд, Сулеман боявся вирушати в подорож, але хотів порадувати свого батька.[23]

## Передумови

### OceanGate
OceanGate — це приватна компанія, заснована Стоктоном Рашем і Гільєрмо Сонлейном у 2009 році. З 2010 року вона перевозить платних клієнтів комерційними підводними апаратами біля узбережжя Каліфорнії, Мексиканської затоки та Атлантичного океану.
Раш зрозумів, що відвідування місць корабельної аварії — це спосіб привернути увагу ЗМІ, і в 2016 році компанія вперше перевезла клієнтів на місце корабельної аварії, використовуючи свій підводний апарат Cyclops 1, щоб відвідати місце затонулого корабля Андреа Доріа. У 2019 році Раш сказав журналу Smithsonian: «Є лише одна кораблетроща, яку всі знають […] Якщо ви попросите людей назвати щось під водою, це будуть акули, кити та „Титанік“».

### «Титанік»
«Титанік» — британський океанський лайнер, який затонув у Північній Атлантиці 15 квітня 1912 року після зіткнення з айсбергом. У 1985 році уламки пароплава були виявлені на дні океану приблизно в 400 морських милях (740 км) від узбережжя Ньюфаундленду. Затонуле судно лежить на глибині близько 3810 метрів (2080 фатомів).

### Підводний апарат «Титан»
«Титан» — це підводний апарат на п'ять осіб, яким керує OceanGate, Inc. Судно довжиною у 6,7 м та вагою 10 432 кг виготовлене з вуглецевого волокна та титану. Резервуар високого тиску складається з двох титанових напівкуль, двох відповідних титанових кілець інтерфейсу та 2,4-метрового циліндра з вуглецевого волокна внутрішнім діаметром в 142 см. Одна з титанових напівсферичних торцевих заглушок оснащена акриловим вікном діаметром 380 мм. У 2020 році генеральний директор OceanGate Стоктон Раш заявив, що рейтинг глибини корпусу був знижений до 3000 м після демонстрації ознак циклічної втоми. У 2020 і 2021 роках «Титан» був перебудований. Раш сказав головному редактору Travel Weekly, що вуглецеве волокно було придбано зі знижкою від Boeing, оскільки воно поза стандартами компанії для використання в її літаках.

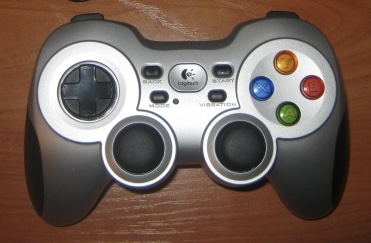
Бездротовий ігровий контролер Logitech F710. Модифікована версія використовувалася на борту «Титана».

«Титан» міг рухатися зі швидкістю до 3 вузлів (5,6 км/год) за допомогою чотирьох електричних підрулювачів, два з яких розташовано горизонтально та два вертикально. Кермо управління складається з Logitech G F710 (бездротового ігрового контролера) з модифікованими аналоговими стиками. Використання підручних ігрових контролерів не є чимось незвичайним серед таких транспортних засобів, тоді як підводним човнам для керування потрібне більше, ніж просто кермо.
OceanGate стверджував на своєму веб-сайті станом на 2023 рік, що Titan був «спроектований і розроблений OceanGate Inc. у співпраці [з] експертами з NASA, Boeing і Університету Вашингтона» (UW). Модель резервуара під тиском «Cyclops 2» у масштабі 1⁄3 була побудована та випробувана в Лабораторії прикладної фізики (APL) в UW; модель витримала тиск 4285 фунтів на квадратний дюйм (29,54 МПа; 291,6 атм), що відповідає глибині приблизно 3000 м. Після зникнення «Титана» у 2023 році UW стверджував, що APL не брала участі в «проєктуванні, розробці або випробуванні підводного апарата „Титан“». Представник Boeing також заявив, що Boeing «не був партнером по „Титану“ і не проєктував і не будував його». Представник NASA сказав, що Центр космічних польотів імені Маршалла NASA уклав угоду про космос з OceanGate, але «не проводив випробування та виробництво за допомогою своєї робочої сили чи засобів».
За даними OceanGate, апарат містив системи спостереження для постійного моніторингу міцності корпусу. Судно забезпечує киснем п'ять членів екіпажу протягом 96 годин. Відсутня бортова система навігації; корабель підтримки, який стежить за положенням «Титана» відносно його цілі, надсилає текстові повідомлення «Титану», вказуючи відстані та напрямки.
«Титан» має 7 резервних систем для повернення судна на поверхню в разі надзвичайної ситуації, включаючи розкладні свинцеві труби, повітряну кулю, що надувається, і двигуни. Деякі з резервних систем розроблені для роботи, навіть якщо всі на борту підводного апарата непритомні; є мішки з піском, утримувані гачками, які розчиняються через певну кількість годин у воді та відпускають мішки з піском, щоб підняти судно на поверхню. Інвестор OceanGate пояснив, що якщо судно не підніметься автоматично, ті, хто всередині судна, зможуть допомогти звільнити баласт нахиляючи корабель вперед-назад, щоб зрушити його, або використовуючи пневматичний насос, щоб послабити тягарі.

### Експедиції на «Титанік»
«Титан» здійснив перше занурення до «Титаніка» в липні 2021 року. Він здійснив додаткові занурення в 2022 і 2023 роках.
Як правило, під час кожного занурення на борту є пілот, три пасажири, які платять, і гід. Коли ці люди потрапляють всередину підводного апарата, люк закривається на засув і його потрібно відкривати ззовні. Спуск з поверхні до «Титаніка» зазвичай займає три години, а повне занурення займає приблизно вісім годин. Очікується, що протягом усієї подорожі підводний апарат буде видавати сигнал безпеки кожні 15 хвилин, за яким буде стежити екіпаж над водою. Судно та надводний екіпаж також можуть комунікувати за допомогою коротких текстових повідомлень.
Клієнти, які подорожують до «Титаніка» з OceanGate, яких компанія називає «спеціалістами з місії», витрачають 250 000 доларів США на участь у восьмиденній експедиції.
OceanGate планувала провести кілька експедицій на «Титанік» у 2023 році, але через погану погоду на Ньюфаундленді компанія запустила лише одну експедицію в 2023 році.

## Безпека та проблеми

#### Безпека
Оскільки «Титан» функціонував у міжнародних водах, на нього не поширювалися жодні правила безпеки, і він не був сертифікований як придатний для мореплавства жодним регуляторним органом чи сторонньою організацією. Письменник про технології і репортер Девід Пог, який завершив експедицію в 2022 році в рамках сюжету CBS News Sunday Morning, заявив, що всі пасажири, які заходяться на «Титані», підписують відмову, підтверджуючи обізнаність про те, що це «експериментальне» судно, «що не було схвалено чи сертифіковано жодним регулюючим органом і може призвести до фізичних ушкоджень, інвалідності, емоційної травми або смерті». Телевізійний продюсер Майк Райс, який також завершив експедицію, зазначив, що у відмові «смерть згадується тричі на першій сторінці». Стаття, опублікована 2019 року в журналі Smithsonian, згадувала Раша як «сміливого винахідника». У статті описано, що Раш сказав, що Закон США про безпеку пасажирських суден 1993 року «без потреби ставив пріоритет безпеки пасажирів над комерційними інноваціями». В інтерв'ю 2022 року Раш сказав CBS News: «У якийсь момент безпека стає просто марнотратством. Я маю на увазі, якщо ви просто хочете бути в безпеці, не вставайте з ліжка. Не сідайте в машину. Не робіть нічого». Говорячи в інтерв'ю 2021 року, Раш також зауважив: "Я порушив деякі правила, щоб створити ["Титан"]. Я думаю, що я порушив їх завдяки логіці та хорошій інженерії за мною. Вуглецеве волокно та титан, існує правило, що так не можна. Ну, а я зробив".
OceanGate стверджував, що «Титан» був єдиним пілотованим підводним апаратом, який використовував RTM, «інтегровану систему моніторингу стану в реальному часі». Власницька система, запатентована Рашем, використовувала акустичні та тензометричні датчики на межі тиску, щоб аналізувати вплив підвищення тиску, коли плавзасіб занурювалося глибше в океан, і контролювати цілісність корпусу в режимі реального часу. Це нібито мало спрацювати для раннього попередження про проблеми та надавало б достатньо часу, щоб перервати занурення і повернутися на поверхню.

#### Попередні проблеми
У 2018 році директор з морських операцій OceanGate Девід Локрідж склав звіт, в якому задокументував занепокоєння щодо безпеки, які він мав щодо «Титана». У судових документах Локрідж сказав, що він закликав компанію надати агентству оцінку та сертифікацію «Титана», але OceanGate відмовились це зробити, посилаючись на небажання платити. Він також сказав, що прозоре оглядове вікно на його передньому кінці сертифіковано для досягнення глибини лише 1300 м, третини глибини, необхідної для досягнення «Титаніка». Локрідж також був стурбований тим, що OceanGate не проводив неруйнівний контроль корпусу судна перед пілотованими зануреннями, і стверджував, що йому «неодноразово казали, що неможливо провести сканування корпусу або клейового шва для перевірки розшарування, пористості та порожнеч адгезії використовуваного клею через товщину корпусу».
OceanGate повідомила, що Локрідж, який не був інженером, відмовився прийняти затвердження безпеки від команди інженерів OceanGate, і що оцінка компанії корпусу «Титана» була вищою, ніж будь-яка оцінка третьої сторони, яку Локрідж вважав необхідною. OceanGate подав до суду на Локріджа за нібито порушення його контракту про конфіденційність і надання шахрайських заяв. Локрідж подав зустрічний позов, заявивши, що його незаконно звільнили як інформатора за те, що він висловив занепокоєння щодо здатності «Титана» працювати безпечно. Сторони домовилися через кілька місяців.
Пізніше У 2018 році Товариство морських технологій написало листа генеральному директору OceanGate Стоктону Рашу, висловлюючи "одноголосну стурбованість щодо розробки «Титана» та запланованої експедиції на «Титанік», вказавши, що «поточний експериментальний підхід… може призвести до негативних результатів (від незначних до катастрофічних), що матиме серйозні наслідки для кожного в галузі». Пізніше один із підписантів листа розповів The New York Times, що Раш зателефонував йому після того, як прочитав листа, щоб сказати, що, на його думку, галузеві стандарти пригнічують інновації.
У березні 2018 року Роб Маккаллум, провідний фахівець із дослідження морських глибин, надіслав Рашу електронний лист щоб попередити, що він можливо ризикує безпекою своїх клієнтів, і порадив не використовувати підводний апарат у комерційних цілях, доки він не буде незалежно перевірений і класифікований: «Я благаю вас, будьте уважні під час тестування та морських випробувань і будьте дуже, дуже консервативними». У відповідь Раш сказав, що він «втомився від гравців галузі, які намагаються використовувати аргумент безпеки, щоб зупинити інновації… Ми надто часто чули безпідставні крики „ти збираєшся когось убити“. Я сприймаю це як серйозну особисту образу». Тоді Маккаллум надіслав Рашу ще один електронний лист, у якому сказав: «Я думаю, що ви імовірно ставите себе та своїх клієнтів у небезпечну динаміку. У своїй гонці до „Титаніка“ ви повторюєте відоме гасло: „Він непотоплюваний“». Це спонукало юристів OceanGate пригрозити Маккаллуму судовим позовом.
У 2022 році британський актор і телеведучий Росс Кемп, який раніше брав участь у глибоководних зануреннях для телеканалу Sky History, планував відзначити 110-річчя загибелі «Титаніка» записом документального фільму, в якому він візьметься за занурення до уламків за допомогою «Титана». Але проєкт було відкладено після того, як виробнича компанія Atlantic Productions визнала підводний апарат небезпечним і «непридатним для цієї цілі».

#### Колишні інциденти
«Титан» здійснив три експедиції до місця аварії «Титаніка», перша з яких була в липні 2021 року. У 2022 році репортер Девід Пог був на борту надводного корабля, коли зв'язок із «Титаном» був втрачений під час занурення. Звіт Пога для CBS Sunday Morning у грудні 2022 року, в якому ставилася під сумнів безпека «Титана», став вірусним у соціальних мережах після того, як у червні 2023 року підводний апарат знову втратив зв'язок зі своїм кораблем підтримки. У звіті Пог прокоментував Рашу, що «схоже, що цей підводний апарат має деякі елементи химерності Мак-Гайвера». Він зазначив, що ігровий контролер Logitech F710 Bluetooth за 30 доларів із модифікованими джойстиками використовується для керування та нахилу підводного судна, а будівельні труби використовувалися як баласт.
Під час занурення на «Титанік» у 2022 році один із двигунів «Титана» був випадково встановлений задом наперед, і підводний апарат почав обертатися по колу, намагаючись рухатися вперед біля дна моря. Як задокументовано в документальному фільмі BBC Take Me to Titanic, проблема була обійдена кермом, спрямовуючи ігровий контролер вбік. Відповідно до матеріалів суду за листопад 2022 року OceanGate повідомила, що під час занурення у 2022 році у підводного апарата виникли проблеми з батареєю, і в результаті його довелося вручну прикріпити до підйомної платформи, що спричинило пошкодження зовнішніх компонентів.

## Інцидент
Подорож було заброньовано на початку 2023 року. Раш звернувся до бізнесмена з Лас-Вегаса Джея Блума з двома квитками зі знижкою, маючи на увазі, що він і його син будуть у подорожі. Мільярдеру запропонували ціну в 150 000 доларів за місце замість повної ціни в 250 000 доларів, при цьому Раш стверджував, що це «безпечніше, ніж переходити вулицю». Блум відхилив пропозицію з міркувань безпеки. У той час поїздка була запланована на травень, але через погані погодні умови її відклали на червень.
Після оголошення про аварію американський ютубер MrBeast, особа з найбільшою кількістю підписок на платформі, розповів, що його запрошували на підводний апарат, але він зрештою відхилив пропозицію.

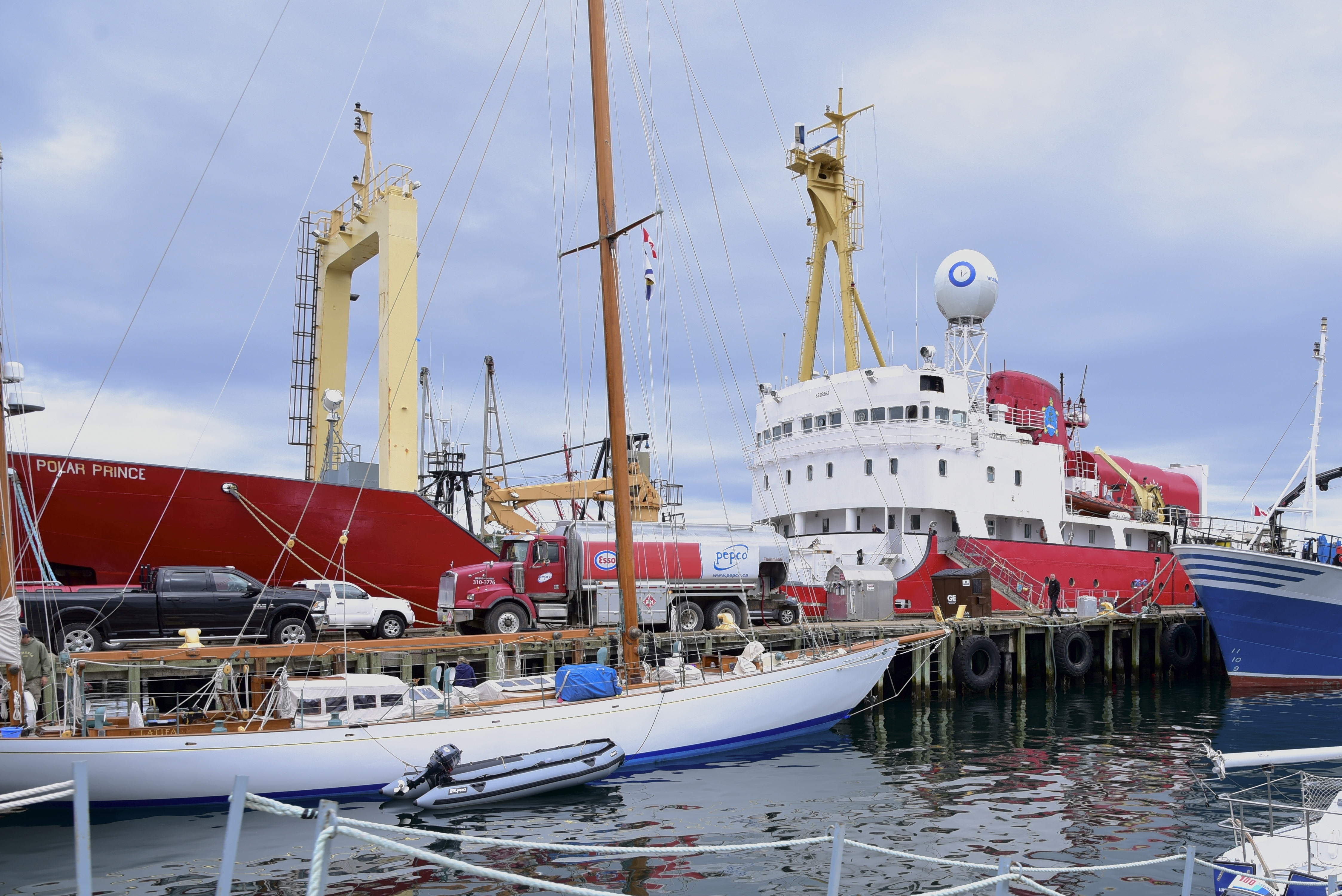
«Полярний принц» (на фото у 2018 році) перевіз «Титан» і екіпаж експедиції до місця занурення над уламками «Титаніка».

### Підготовка— 16–17 червня
16 червня 2023 року експедиція до «Титаніка» вирушила з Сент-Джонса, провінція Ньюфаундленд, на борту науково-експедиційного судна «Полярний Принц».
Судно прибуло до місця занурення 17 червня. Один із пасажирів, Геміш Гардінг, написав у Facebook: «Через найгіршу зиму в Ньюфаундленді за 40 років, ця місія, ймовірно, буде першою та єдиною пілотованою місією на „Титанік“ у 2023 році. Погодне вікно щойно відкрилося, і ми збираємося спробувати зануритися завтра». Він також зазначив, що операція має розпочатися приблизно о 04:00.

### Занурення та зникнення— 18 червня
Операція з занурення почалася 18 червня о 09:30 за ньюфаундлендським літнім часом (NDT; UTC−02:30). Протягом перших півтори годин спуску «Титан» комунікував з «Полярним принцем» кожні 15 хвилин, але зв'язок припинився після записаного зв'язку об 11:15. Очікувалося, що «Титан» підніметься на поверхню о 16:30. О 19:10 берегова охорона США була повідомлена про зникнення апарата. «Титан» коли вирушав мав до 96 годин запасу повітря для п'ятьох пасажирів, якого б вистачило до ранку 22 червня 2023 року, якби підводний апарат залишився неушкодженим.
Система акустичного виявлення ВМС США, розроблена для визначення місцезнаходження військових підводних човнів, виявила акустичний сигнал, що відповідає вибуху через кілька годин після занурення «Титана». Це було виявлено після того, як було повідомлено про зникнення підводного апарата, що змусило ВМС переглянути його акустичні дані за той період часу. ВМС передали інформацію береговій охороні.

### Пошук— 18–22 червня

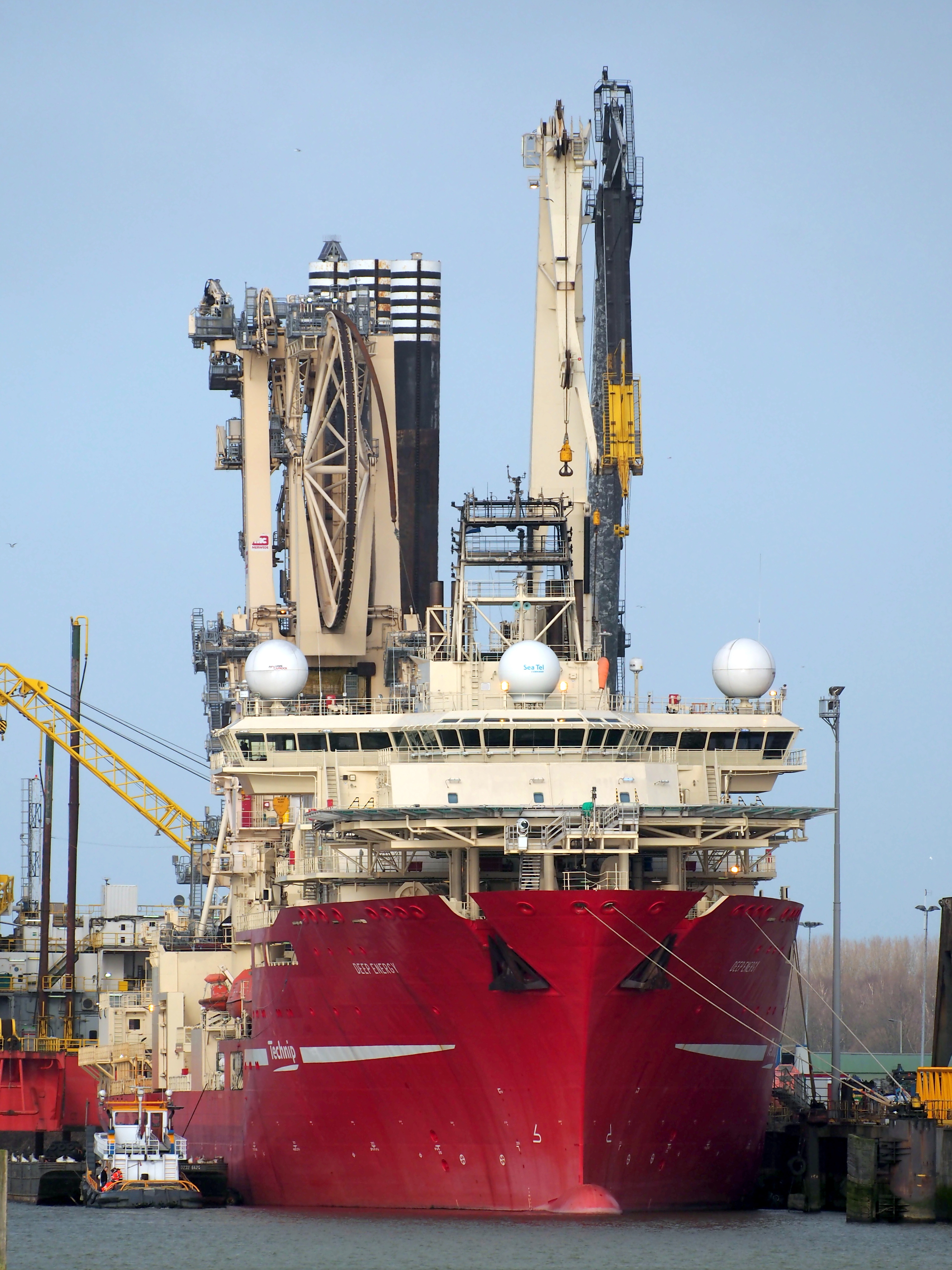
«Deep Energy» (зображено в Нідерландах, 2015) прибув з двома ДКА 20 червня.

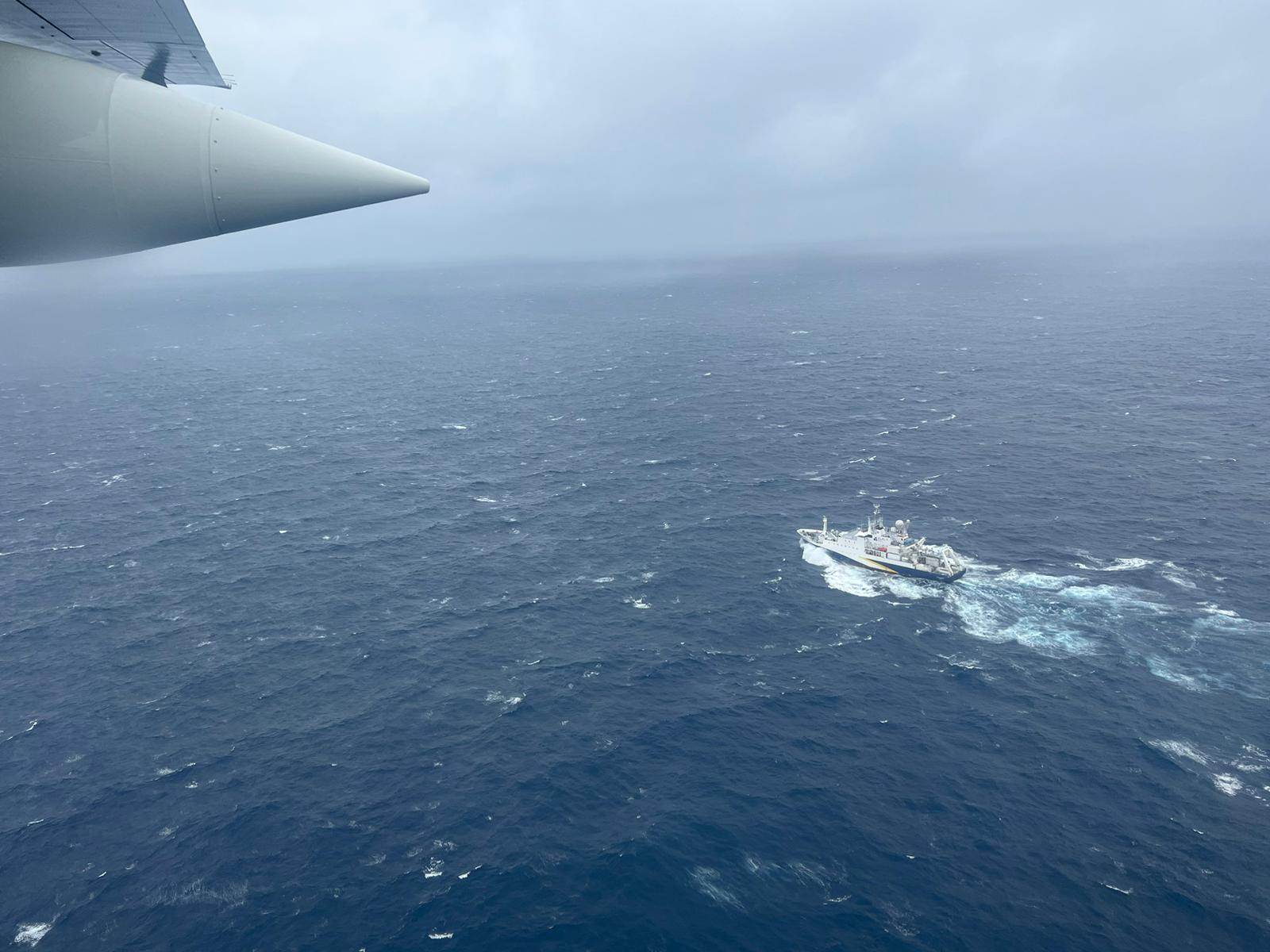
HC-130 Берегової охорона США пролітає над «L'Atalante» 21 червня

Пошуково-рятувальні роботи вели Берегова охорона США, ВМС Сполучених Штатів і Канадська берегова охорона. Літаки Королівських ВПС Канади та Повітряної Національної гвардії США, судно Королівського флоту Канади, кілька комерційних і дослідницьких суден і дистанційно-керовані підводні апарати (ДКА) також допомагали в пошуках. Пошук включав як надводний пошук, так і підводний пошук сонарами. Станом на 22 червня агентства продовжують зусилля, щоб встановити розташування уламків та зрозуміти, що сталося.
Екіпажі північно-східного сектору берегової охорони Сполучених Штатів, що базується в Бостоні, розпочали пошукові місії на відстані 900 морських миль (1700 км) від берега Кейп-Коду, штат Массачусетс. Об'єднаний рятувально-координаційний центр у Галіфаксі повідомив, що літак Королівських ВПС Канади Lockheed CP-140 Aurora та CCGS Kopit Hopson 1752 взяли участь у пошуках у відповідь на запит про допомогу Морського рятувально-координаційного центру в Бостоні, зроблений 18 червня о 21:43 (UTC-2:30). У пошуках брали участь три літаки C-130 Hercules, два зі Сполучених Штатів і один з Канади; літак P-8 Poseidon зі Сполучених Штатів і гідроакустичні буї. У понеділок пошуково-рятувальні роботи з повітря були ускладнені погодними умовами і туманом. Пошуки були продовжені у вівторок коли погода покращилась.
Берегова охорона США зазначила, що пошуково-рятувальна місія складна через віддаленість, але контр-адмірал Джон Могер заявив, що вони «розгортають усі наявні засоби». Крім труднощів з доступом до місця розташування, всі пошуково-рятувальні операції ускладнюються «погодними умовами, відсутністю світла вночі, станом моря і температурою води». Хоча «багато підводних апаратів оснащені акустичним пристроєм, який часто називають пінгером, що видає звуки, які можуть бути виявлені під водою рятувальниками», невідомо, чи є на «Титані» такий пристрій.
Трубоукладальне судно Deep Energy, яким керує TechnipFMC, прибуло на місце пригоди 20 червня 2023 року з двома ДКА та іншим обладнанням, яке підходить для глибин морського дна в цьому районі. Станом на 10:15 (UTC-3) Берегова охорона США обстежила 10 000 квадратних миль (26 000 км²). Очікувалося, що підтримка прибуде у вівторок увечері. C-130 ВПС Національної гвардії також приєднався до пошуково-рятувальної місії, з розрахунком, що до кінця дня приєднаються ще два.
Відповідно до внутрішньої урядової записки США, гідролокатор канадського P-3 вловив стукіт під час пошуку підводного апарата. Берегова охорона США офіційно прокоментувала звуки рано вранці наступного дня, повідомивши, що перші розслідування не дали результатів. Джон Могер з берегової охорони США сказав, що джерело шуму невідоме і, можливо, походить від багатьох металевих предметів на місці аварії. Раніше канадський літак P-3 помітив «білий прямокутний об'єкт», який плавав на поверхні. Судно, надіслане для пошуку та ідентифікації об'єкта, було спрямоване, щоб допомогти знайти шум. Пізніше берегова охорона США назвала ці звуки не пов'язаними зі зниклим апаратом.
CCGS John Cabot прибув вранці 21 червня, надавши додаткові можливості сонара до пошукових робіт. Комерційні судна Skandi Vinland і Atlantic Merlin також прибули того дня, як і екіпаж берегової охорони C-130. Станом приблизно на 15:00 (17:30 UTC), п'ять літаків і суден шукали «Титан», і ще п'ять повинні були прибути протягом наступних 24-48 годин. Пошуково-рятувальні засоби включали два ДКА, один літак CP-140 Aurora та літак C-130.
Система підйому кораблів Flyaway Deep Ocean Salvage System (FADOSS) ВМС США, призначена для підйому великих і важких об'єктів із морських глибин, прибула в Сент-Джонс, хоча суден, які могли б доставити систему до місця кораблетрощі, не було. Офіційні особи підрахували, що для приварювання системи FADOSS до палуби судна-носія знадобиться приблизно 24 години, перш ніж він зможе вирушити у пошуково-рятувальну операцію.
Незважаючи на зростання занепокоєння щодо рівня кисню на «Титані», речник берегової охорони США заявив на прес-конференції, що «це на 100 % пошуково-рятувальна місія», а не місія з пошуку уламків.
ДКА Odysseus 6k з морського буксира MV Horizon Arctic під прапором Канади досяг морського дна та розпочало пошуки зниклого підводного апарата. Французький RV L'Atalante також розгорнув свій ДКА Victor 6000, який може досягати глибини до 6000 м і передавати зображення на поверхню.

### Виявлення уламків— 22 червня
О 13:18 NDT (UTC−02:30) Північно-східний сектор берегової охорони США оголосив, що біля кораблетрощі «Титаніка» було знайдено поле уламків. Пізніше було підтверджено, що уламки, виявлені дистанційно керованим апаратом Horizon Arctic Odysseus 6k після п'яти годин пошуку, були частиною підводного апарата. На прес-конференції вдень берегова охорона США повідомила, що втрата підводного апарата сталася через імплозію барокамери, і що уламки «Титана» були знайдені о 8:55 ET (UTC−4:00) на дні океану, на глибині близько 3800 м, приблизно в 500 метрах від носової частини «Титаніка».
Виявлені уламки складались з хвостового конуса (що не були частиною резервуара високого тиску). Згодом також було знайдено уламки переднього та заднього розтрубів герметичної камери, які по суті складали обидві частини міцного корпусу (високого тиску) призначеного для захисту екіпажу. За даними берегової охорони США, поле уламків зосереджено в двох областях, причому задній розтруб лежить окремо від переднього розтрубу та хвостового конуса.
Берегова охорона заявила, що припускає, що імплозія міцного корпусу, ймовірно, сталася, коли судно занурювалося, і що, ймовірно, до початку будь-яких рятувальних операцій, оскільки високочутливі гідроакустичні буї не вловили жодного звукового сигналу, який би вказував на вибухову подію. Контр-адмірал Джон Маугер сказав, що він не має відповіді щодо того, чи будуть тіла знайдені, але заявив, що це було «неймовірно невблаганне середовище». Компанія OceanGate опублікувала заяву щодо загибелі людей на борту, заявивши, що, на її думку, життя п'яти людей на борту підводного апарата було втрачено.

### Подальший розвиток подій— 23 червня
23 червня Pelagic Research Services підтвердила, що нова місія на поле уламків «Титана» вже триває, і що ДКА Odysseus 6k знадобилася одна година, щоб дістатися до місця трощі. Крім того, було повідомлено, що уламки «Титана» занадто важкі для підйому за допомогою ДКА Pelagic, і що будь-яке відновлення має відбутися пізніше.
Канада і США оголосили про початок розслідування інциденту.

## Реакція
Обговорюючи пошуково-рятувальні заходи, Шон Літ, співзасновник і голова Horizon, компанії, яка володіє судном Polar Prince, сказав: «Я працюю в морській галузі з раннього дитинства і бачив багато різних ситуацій, і я ніколи не бачив, щоб таке обладнання рухалося так швидко […] Дії берегової охорони США, військових США, людей в аеропорту, місцевих людей, різних компаній, які брали участь у мобілізації цього обладнання […] це було зроблено бездоганно».
Паркс Стівенсон, директор музею ветеранів USS Kidd і дослідник «Титаніка», прокоментував зникнення «Титана» у Facebook: «Незалежно від того, що ви можете прочитати найближчими годинами, все, що насправді відомо в цей час, це те, що зв'язок із підводним апаратом було втрачено, і це достатньо незвично, щоб вимагати найсерйознішого розгляду». Він додав: «Мене найбільше турбують люди, які перебувають на борту, чиї імена ще не оприлюднені.». Стівенсон має досвід глибоководних досліджень, таких як у форматі «Титана», і раніше п'ять разів занурювався, щоб побачити «Титанік».
Розмах пошуково-рятувальних робіт і висвітлення в засобах масової інформації порівняно з катастрофою судна з мігрантами біля берегів Греції 14 червня 2023 року викликала критику. Пошуки «Титана», ймовірно, склали мільйони доларів державних коштів. Ішан Тарур з Washington Post зазначив, що пакистанські інтернет-користувачі порівнювали та протиставляли пакистанських жертв в обох інцидентах. Катастрофа біля узбережжя Пілоса сталась з рибальським судном, яке перевозило приблизно від 400 до 750 мігрантів, з яких майже 100 чоловік загинули, ще 100 врятовано, а ще кілька сотень все ще вважаються зниклими безвісти. Пошуково-рятувальні роботи проводилися Береговою охороною Греції та військовими.
За словами Девіда Скотта-Беддарда, генерального директора виставкової компанії «Титаніка» White Star Memories Ltd, ймовірність проведення майбутніх досліджень на уламках «Титаніка» зменшилася через зникнення підводного апарата «Титана».
Підводний апарат став широко обговорюватися в соціальних мережах, коли історія почала набирати розмаху, і спричинив хвилю Інтернет-мемів, багато з яких висміювали неякісну конструкцію підводного апарата, низький рівень безпеки в OceanGate і жертв, а деякі моддери навіть дійшли до того, щоб відтворити «Титан» як ігровий апарат для Grand Theft Auto V. Меми розкритикували як нечутливі, а Девід Пог прокоментував, що вони «недоречні та трохи хворі». Дехто вважає, що негативна реакція на жертв може бути відповіддю на минуле висвітлення новин про експедиції, здійснені мільярдерами з власними компаніями, такими як SpaceX або Blue Origin.
Джеймс Кемерон, який зняв фільм «Титанік» 1997 року і відвідав затонулий лайнер 33 рази, сказав, що його «вразила схожість» між імплозією підводного апарата та подіями, які призвели до катастрофи «Титаніка». Кемерон розкритикував вибір композитної конструкції з вуглецевого волокна для резервуара під тиском, зазначивши, що такий матеріал «не має міцності до стиснення» під впливом величезного тиску на глибині. Він також розкритикував мережу моніторингу корпусу підводного апарата Рашем у режимі реального часу як неадекватне рішення, що схоже на систему сповіщення. "Це не [має бути] схоже на лампочку, яка загоряється, коли у вашій машині закінчується мастило", — сказав він про мережу корпусних датчиків. "Це [має бути] зовсім інше".

## Розслідування
23 червня Канада та США оголосили про початок розслідування інциденту. Американське розслідування залучатиме Національну раду з безпеки на транспорті та берегову охорону, яка візьме на себе ініціативу, оскільки оголосила інцидент «великою морською катастрофою».
Рада з безпеки на транспорті Канади оголосила, що почала розслідування інциденту, оскільки допоміжне судно «Титана», «Полярний принц», є судном що ходить під прапором Канади. Команда слідчих ради вирушила до Сент-Джонса, провінція Ньюфаундленд — звідки почалася подорож — щоб «збирати інформацію, проводити інтерв'ю та оцінювати подію». Очікується також, що інші агенції на місці також будуть залучені.